# ريتشارد هيل (لاعب اتحاد الرغبي بريطاني)
ريتشارد هيل (بالإنجليزية: Richard Hill)‏ هو لاعب اتحاد الرغبي بريطاني، ولد في 23 مايو 1973 في سري في المملكة المتحدة.

## وصلات خارجية
- ريتشارد هيل على موقع دوري الرغبي الممتاز (الإنجليزية)
- ريتشارد هيل عل موقع إسبنسكروم (الإنجليزية)